# Bieberbachsche Ungleichung
Die Bieberbachsche Ungleichung ist ein Resultat der Konvexgeometrie, welches nach dem Mathematiker Ludwig Bieberbach (1886–1982) benannt ist. Sie behandelt den Zusammenhang zwischen Volumen und Durchmesser gewisser ausgezeichneter Teilmengen des n-dimensionalen euklidischen Raums.

## Die Ungleichung
Die Bieberbachsche Ungleichung lässt sich wie folgt formulieren:
Für einen nichtleeren kompakten konvexen Körper {\displaystyle A} des {\displaystyle n}-dimensionalen euklidischen Raums gilt hinsichtlich seines {\displaystyle n}-dimensionalen Volumens {\displaystyle V(A)} und seines Durchmessers {\displaystyle \operatorname {diam} (A)} stets die Ungleichung
{\displaystyle V(A)\leq {\frac {V_{n}}{2^{n}}}\cdot (\operatorname {diam} (A))^{n}}
wobei {\displaystyle V_{n}} das Volumen der {\displaystyle n}-dimensionalen Einheitskugel bedeutet.
In dieser Ungleichung besteht Gleichheit dann und nur dann, wenn {\displaystyle A} mit einer {\displaystyle n}-dimensionalen Kugel zusammenfällt.

## Entwicklungsgeschichte
Ludwig Bieberbach hat im Jahre 1915 die nach ihm benannte Ungleichung für die euklidische Ebene nachgewiesen. Sie wurde dann von verschiedenen Autoren verallgemeinert und zunächst von Wilhelm Blaschke auf den dreidimensionalen Raum übertragen. Daran schloss die weitere Verallgemeinerung der Ungleichung auf euklidische Räume höherer Dimension und dann sogar auf nichteuklidische Räume an. Größten Anteil an dieser Weiterentwicklung hatten vor allem Erhard Schmidt und einige russische Mathematiker wie Paul Urysohn. Wie sich zeigen lässt, ergibt sich die Bieberbachsche Ungleichung insbesondere als Folgerung einer allgemeinen Ungleichung über gemischte Volumina von Alexandroff-Fenchel.